# Maigmó
El Maigmó es una montaña de 1.296 m de altitud, que da nombre a un macizo, la Sierra del Maigmó. Se encuentra situado en el Paisaje Protegido de la Sierra del Maigmó y Sierra del Cid.
Su vértice geodésico, construido en 1982 por el Instituto Geográfico Nacional, se encuentra íntegramente en término municipal de Tibi, casi lindando con el de Agost y unos metros más alejado del de Castalla. No ocurre lo mismo con la sierra del Maigmó, que abarca en un continuo macizo los términos municipales de Tibi, Castalla, Agost y Petrel.
Se trata de una de las montañas emblemáticas de la provincia de Alicante, y aunque no pertenezca a su término municipal, es para la ciudad de Alicante la montaña más representativa. Destaca por su silueta peculiar, casi simétrica, con una punta cónica sobresaliente, cubierta por una corona de riscos.